# Lizardo García
Lizardo Garcia Soroza (ur. 26 kwietnia 1844 w Guayaquil, zm. 29 maja 1927 tamże) – ekwadorski polityk i przedsiębiorca, prezes banku w Guayaquil, minister spraw ekonomicznych (1895), wiceprezydent senatu Ekwadoru (1901-1905), a następnie prezydent kraju od 1 września 1905 do 15 stycznia 1906 z ramienia Partii Liberalnej (frakcji Leonidasa Plazy). Został obalony przez Eloya Alfaro w wojskowym zamachu stanu. W 1906 udał się na emigrację, z której powrócił w 1911 po zamordowaniu Alfaro.